# Peão de boiadeiro

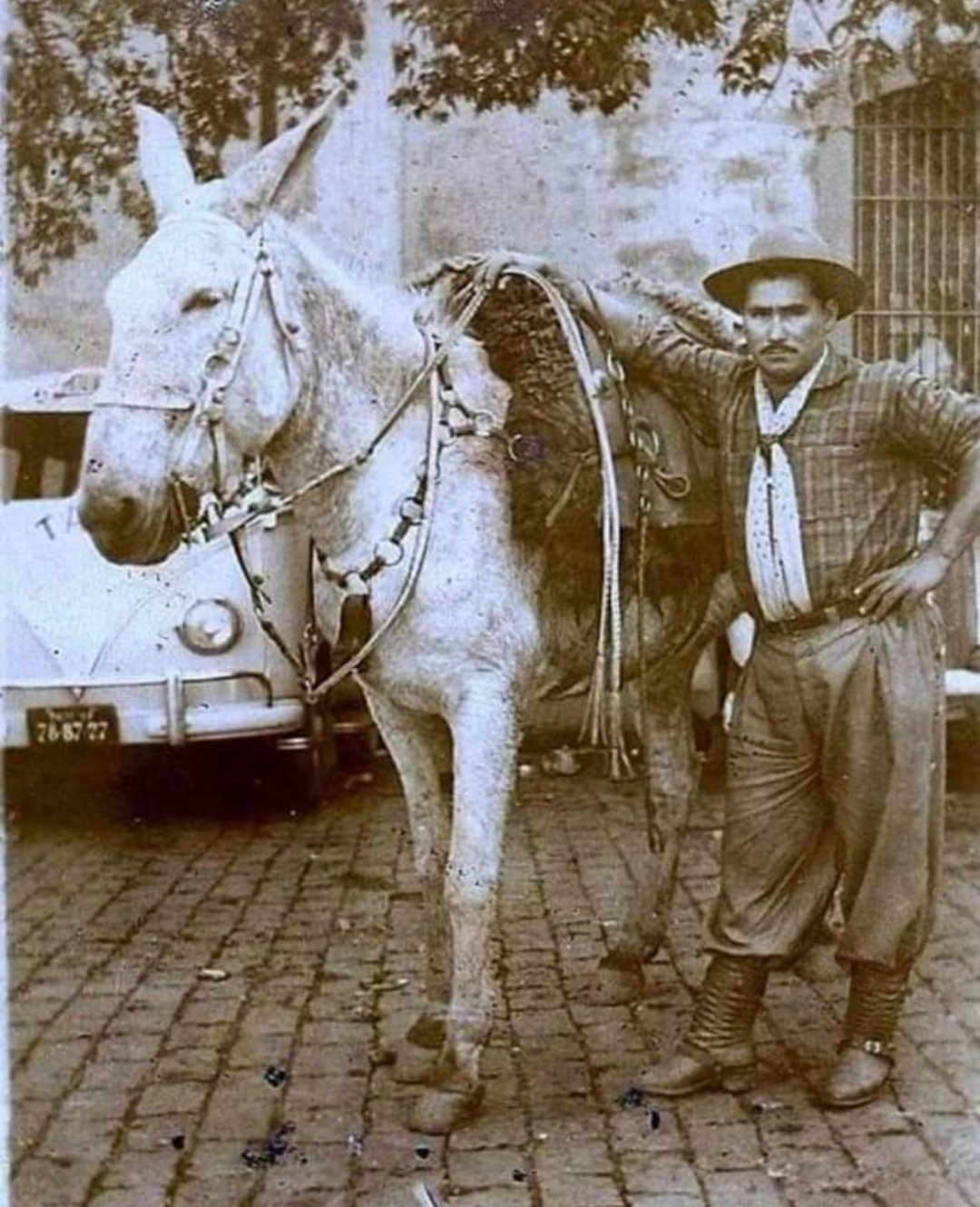
Sr Amadeu rocha, Sorocaba-Sp

Peão de boiadeiro é a expressão utilizada para definir um tipo de trabalhador especializado em animais equinos e/ou bovinos. O termo deriva de peão, trabalhadores de fazendas e tratadores de gados que manejam as reses.

## Competições de rodeio
A expressão também é usada para competidores de rodeios que montam a cavalo ou agarram bois a laço. Para que um peão seja vitorioso na prova, é necessário permanecer por até oito segundos sobre um animal, usualmente um cavalo ou boi. A avaliação é feita por dois árbitros cuja nota é de 0 a 50 cada; um árbitro avalia o competidor e o outro avalia o animal, totalizando a pontuação de 0 a 100. O rodeio divide-se em algumas modalidades, tais comoː "touro, cutiano, bareback, bulldoging, três tambores, sela americana, laço de bezerro e laço em dupla". Dentre os mais notórios, estão os peões do Brasil, Estados Unidos, México, Canadá, Austrália e alguns países da América Latina. Os peões, eventualmente, são alvos de críticas sustentando que a prática desrespeita os direitos animais.